# Brevetto (militare)
Il brevetto, in ambito militare, indica nelle forze armate statunitensi e britanniche, un atto scritto che autorizza un ufficiale a rivestire temporaneamente un grado più elevato nel quadro di una specifica missione, ma (in generale) senza ricevere la paga di quel grado temporaneo.
Questa promozione viene annotata nel suo grado. Ad esempio: «Bvt. Maj. Gen. John B. Gordon». L'ufficiale insignito viene definito, in lingua inglese, brevettato.
Sempre in ambito militare è definito "brevetto" il titolo che si ottiene al termine di un corso per una determinata specialità (paracadutista militare, incursore, ecc.).

## Stati Uniti d'America
Nel XIX secolo, si ricorreva frequentemente ai brevetti. I nuovi ufficiali ricevevano il loro brevetto fin quando il posto fosse rimasto disponibile. Inoltre alcuni ufficiali avevano la possibilità di essere brevettati per importanti missioni o per il loro coraggio in azione.
Durante la Guerra di Secessione americana quasi tutti gli ufficiali superiori ricevettero un brevetto, specie durante i mesi finali del conflitto. In molti casi alcuni alti esponenti di Stati nordisti e sudisti (alti prelati, uomini politici, finanche governatori), per la loro capacità di arruolare un buon numero di volontari grazie al loro ascendente ricevettero immediatamente un brevetto di Colonnello, diventando comandanti del Reggimento creatosi grazie a loro.

Un Act del Congresso del 3 marzo 1863 autorizzò il rilascio di brevetti per gli ufficiali dei Volontari degli Stati Uniti.
A causa dell'esistenza dell'Esercito regolare e di quello dei Volontari e della possibilità che un ufficiale avesse conseguito brevetti in entrambi i servizi, qualche generale e altri alti ufficiali potevano vantare anche più di quattro gradi simultaneamente. Ad esempio, alla fine della guerra di secessione, Ranald S. Mackenzie aveva un brevetto di Maggior Generale dei volontari, Brigadier Generale a pieno titolo dei volontari, un brevetto di Brigadier Generale dell'Esercito regolare degli Stati Uniti, essendo a pieno titolo un suo capitano.